# Metioche ocularis
Metioche ocularis är en insektsart som först beskrevs av Henri Saussure 1899.  Metioche ocularis ingår i släktet Metioche och familjen syrsor. Inga underarter finns listade i Catalogue of Life.